# Pallavolo ai XVII Giochi asiatici
La pallavolo ai XVII Giochi asiatici si è disputata durante la XVII edizione dei Giochi asiatici, che si è svolta a Incheon, in Corea del Sud, nel 2014.

## Podi
| Evento                         | Oro           | Argento  | Bronzo        |
| Pallavolo maschile (dettagli)  | Iran          | Giappone | Corea del Sud |
| Pallavolo femminile (dettagli) | Corea del Sud | Cina     | Thailandia    |